# Niccolò Campriani
Niccolò Campriani (* 6. listopadu 1987 Florencie) je italský sportovní střelec, člen policejního klubu GS Fiamme Gialle. Je absolventem americké West Virginia University. V puškařských disciplínách získal tři zlaté olympijské medaile, byl třikrát mistrem Evropy, jednou mistrem světa, třikrát vyhrál na Univerziádě a jednou na Evropských hrách. Byl uveden do síně slávy Italského olympijského výboru.

## Výsledky na Olympijských hrách
- 2008 vzduchová puška 10 m: 12. místo
- 2008 libovolná malorážka 3×40 polohový závod 50 m: 39. místo
- 2008 libovolná malorážka 60 ran vleže 50 m: 38. místo
- 2012 vzduchová puška 10 m: 2. místo
- 2012 libovolná malorážka 3×40 polohový závod 50 m: 1. místo
- 2012 libovolná malorážka 60 ran vleže 50 m: 8. místo
- 2016 vzduchová puška 10 m: 1. místo
- 2016 libovolná malorážka 3×40 polohový závod 50 m: 1. místo
- 2016 libovolná malorážka 60 ran vleže 50 m: 7. místo